# یواس‌ان‌اس گروهبان جورج دی کیتلی (تی‌ای‌پی‌سی-۱۱۷)
یواس‌ان‌اس گروهبان جورج دی کیتلی (تی‌ای‌پی‌سی-۱۱۷) (به انگلیسی: USNS Sgt. George D Keathley (T-APC-117)) یک کشتی بود که طول آن 338'9" بود. این کشتی در سال ۱۹۴۴ ساخته شد.